# JMC相模原送信所
JMC相模原送信所（ジェイエムシーさがみはらそうしんじょ）は、神奈川県相模原市緑区に設置されているジャパン・モバイルキャスティングの中継局。

## 概要
- 当送信所は、相模原市緑区三井1497番地の峯の薬師上に置かれ、神奈川県の広範囲及び東京都と埼玉県の一部をカバーする。
- なお、当送信所は、相模原市内の地上波テレビ局中継局とは、どこにも併設されない。

## 送信施設概要
| 周波数        | 放送局名        | 空中線 電力 | ERP   | 放送区域                                    | 放送区域 内世帯数 |
| ------------- | --------------- | ----------- | ----- | ------------------------------------------- | ----------------- |
| 214.714286MHz | Jモバ 相模原MMH | 12.5kW      | 130kW | 神奈川県の広範囲及び 東京都・埼玉県の各一部 | 621万9363世帯     |

### 歴史
- 2013年1月7日 - 予備免許交付
- 2013年1月8日 - 試験放送開始
- 2013年2月25日 - 本免許交付
- 2013年2月28日 - 本放送開始
- 2016年6月30日 - 放送終了（廃局[1]）

## その他
- 当送信所の区域内世帯数は、JMC横浜送信所(約553万6千世帯)より多い。